# Adeline de Varenne
Ada de Warenne (o Adeline de Varenne)  (c.1120 – 1178) fue una princesa escocesa de origen Anglo-Normando y esposa de Enrique de Escocia, Conde de Northumbria y Conde de Huntingdon. Era hija de William de Warenne, II conde de Surrey y de Elizabeth de Vermandois, y bisnieta de Enrique I de Francia. Fue madre de dos Reyes de Escocia, Malcolm el Virginal y Guillermo el León.

## Vida
Ada y Enrique se casaron en Inglaterra en 1139.
Como parte de las capitulaciones matrimoniales, la nueva condesa Ada recibió los privilegios de Haddington, entre otros, en East Lothian. Anteriormente la sede de un thanage, se dice que Haddington fue el primero burgo real de Escocia, creado por el suegro de la condesa, David I de Escocia.
Su marido y el rey murieron sucesivamente en 1152 y 1153 respectivamente. Tras la muerte de Enrique, que fue enterrado en la abadía de Kelso, David I nombró sucesor a su nieto, y el 27 de mayo de 1153 en Scone, el hijo de Ada y Enrique fue proclamado Malcolm  IV, Rey de los escoceses. Tras su coronación, Malcolm instaló a su hermano Guillermo como Conde de Northumbria (a pesar de que el condado le fue devuelto a Enrique II de Inglaterra por Malcolm en 1157), y la joven condesa viuda se retiró a sus tierras en Haddington.
El jueves 9 de diciembre de 1165 Malcolm IV murió sin sucesión a los 24 años. Su madre había intentado concertar un matrimonio entre él y Constance, hija de Conan III, duque de Bretaña pero Malcolm murió antes de que la boda pudiera celebrarse.
Tras la muerte de su hermano, el hijo menor de Ada, Guillermo se convirtió en nuevo rey de Escocia a los 23 años. Guillermo el León sería el rey que ocuparía el trono por más tiempo hasta la fecha, reinando hasta 1214. 

### Mecenazgo eclesiástico
Las casas religiosas se establecieron en Haddington en una fecha temprana. Entre ellas estaban la orden de los predicadores (llegados a Escocia en 1219) y más notablemente la Iglesia de los franciscanos (que llegaron a Escocia durante el reinado de Alejandro II), que se haría famosa como la "Lucerna Laudoniae"- La Lámpara de Lothian, y que estaba edificada sobre terreno concedido por David I de Escocia al Prior de St. Andrews. David I también concedido a los monjes de Dunfermline "unam mansuram" en Haddington, así como a los monjes de Haddington un toft "en burgo meo de Hadintun, libre de cargos y servicios."
Ada dedicó su tiempo a buenas obras, mejorando la Iglesia en Haddington, donde resida. Concedió tierras al sur y al oeste del Río Tyne cerca del único paso del río en millas, para fundar un convento Cisterciense ("monjas blancas") dedicado a St. Mary, en lo que se convertiría en el burgo de Nungate, cuyos restos aún pueden ser vistos en la iglesia parroquial de San Martin, actualmente en ruinas. Dotó al convento con tierras de Begbie, en Garvald y Keith Marischal entre otros. Miller, no obstante, afirma que ella sólo "fundó y dotó ricamente un convento en la Abadía de Haddington" y que "Haddington, revirtió a su hijo Guillermo a su muerte".

### Sede de Haddington
Según inscripciones en la ciudad de Haddington, la residencia de la condesa estaba localizada cerca los actuales edificios de Condado de día presentes y del Tribunal de Sheriff. Ada murió en 1178 y se cree que se enterró en la localidad. Sus posesiones fueron devueltas al patrimonio real y, se dice que más tarde, la esposa de Guillermo, Ermengarda de Beaumont, dio a luz en la casa de la condesa al futuro Alejandro II. Miller declara que cuando el futuro rey nació en Haddington en 1198 este hecho tuvo lugar "en el palacio de Haddington".

## Descendencia
Tuvo siete hijos:
- Ada de Huntingdon, esposa del conde Florencio III de Holanda.
- Margaret de Huntingdon, esposa de 1) Conan IV, duque de Bretaña y 2) Humphrey III de Bohun.[10]
- Malcolm IV, Rey de Escocia.
- Guillermo el León, Rey de Escocia
- David de Escocia, Conde de Huntingdon, que se casó con Mathilda (Maud) de Chester y antepasado, a través de su hija, Isobel, del Rey Robert Bruce.
- Matilda (O Maud) de Huntingdon, muerta en 1152.
- Marjorie de Huntingdon, casada con Gille Críst, Conde de Angus. También antepasados de Robert Bruce.[11][12]